# دنیک استاین
دنیک استاین (انگلیسی: Danique Stein؛ زادهٔ ۱۶ ژوئیهٔ ۱۹۹۰) بازیکن فوتبال اهل سوئیس است.
از باشگاه‌هایی که در آن بازی کرده‌است می‌توان به باشگاه فوتبال بازل، باشگاه فوتبال زنان فرایبورگ، و باشگاه فوتبال فرایبورگ اشاره کرد.
وی همچنین در تیم ملی فوتبال زنان سوئیس بازی کرده‌است.